# Мечеть Баня Баши
Мечеть Баня Баши (болг. Баня баши джамия, тур. Banya Başı Camii) — мечеть в Софии, Болгария.
Построена по инициативе и с финансовой помощью благодетеля муллы Эфенди Кады Сейфуллах. Таким образом в разных источниках мечеть указана и под именем мечеть «Молла Ефенди» или как «Кады Сейфуллах». На камне, находящемся в арке над дверью старой краской написан текст, который невозможно прочесть. Под текстом указана дата 974, что дает основание полагать о постройке мечети в 974 году по хиджре (исламскому календарю) или 1566—1567 году.

## История
Одна из самых старых мечетей в Европе, была закончена в 1567 году. Мечеть получает своё название из фразы Баня Баши, что означает буквально «перед баней». Самая выдающаяся особенность мечети — то, что она была фактически построена над естественным тепловым курортом. Можно даже видеть, как пар идёт вверх по вентилям в основании около стен мечети. Мечеть известна своим большим куполом и минаретом.
В настоящее время Баня Баши является единственной функционирующей мечетью в Софии.

## Архитектура
Основное здание мечети четырёхугольно. Среди четырёх угловых куполов возвышается центральный купол и минарет. В передней части есть пристройка с тремя маленькими куполами. Она была построена в память о покойной супруге Кады Сейфуллах Эфенди.
Мечеть Баня Баши интересное архитектурное творение, отражающее специфику османской архитектурной мысли в 16 веке. Мечеть построена османским архитектором Синаном. Стены мечети возведены из камня и кирпича, между рядами камней вставлены ряды красных кирпичей. В четырех углах, как в мечети Макбул Ибрахим Паша в Разграде, расположены маленькие башни, под которыми через обручи спускаются опорные сооружения. В углах шестнадцатилучевых обручей установлены двойные опоры. Стены молитвенного зала, как и арки, сделаны из тесанного камня. Колонны сделаны из цельного камня, и имеют матовый цвет. Арка над входной дверью, так же сделана из камня. Центральный купол покрыт оловянными пластинами. Минарет мечети представляет собой изящное архитектурное произведение. По мнению Эвлия Челеби красотой этот минарет, не имеет себе равных в Софии.
Интерьер мечети приобрел нынешний вид в результате многократных реконструкций. Последняя крупная реконструкция произошла в 20-х годах 20-го века при финансовой поддержке посла Турции в Софии Фетхи Бей. Частичный ремонт, покраска, штукатурка, проводились и после второй мировой войны. В последние десятилетия ремонты производятся с помощью турецких и арабских вакуфов. С их поддержкой установлена система напольного отопления.
В текущем состоянии мечеть может принять на пятничную молитву около 700, а на Курбан-байрам до 1200 мусульман. В прошлом возле мечети находились могилы муллы Эфенди Кады Сейфуллах и Эмин Деде.

## Галерея
- Мечеть Баня баши в конце 19 века
- Мечеть Баня Баши
- Минарет мечети Баня Баши
- Мечеть Баня Баши летом
- Мечеть Баня Баши — вид с бульвара Мария Луиза
- Мечеть Баня Баши